# Trnová hora
Trnová hora är ett berg i Tjeckien.   Det ligger i regionen Olomouc, i den östra delen av landet, 180 km öster om huvudstaden Prag. Toppen på Trnová hora är 1 060 meter över havet.
Terrängen runt Trnová hora är huvudsakligen kuperad.Runt Trnová hora är det ganska glesbefolkat, med 23 invånare per kvadratkilometer. Närmaste större samhälle är Jeseník, 13,5 km öster om Trnová hora. I omgivningarna runt Trnová hora växer i huvudsak blandskog.